# Solero
För andra betydelser, se Solero (olika betydelser).

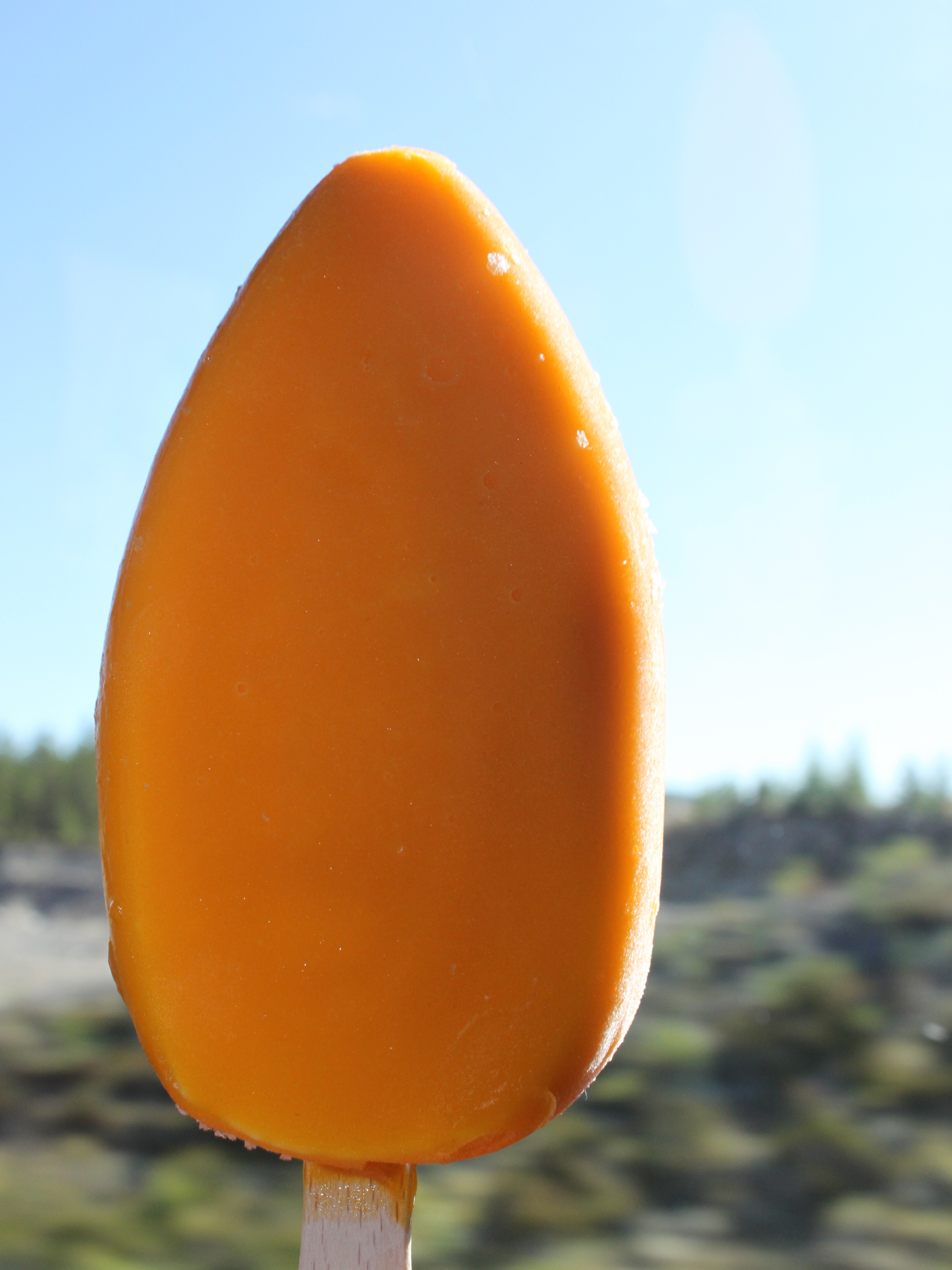
Solero Exotic, 20 augusti 2013.

Solero är ett varumärke för glass som lanserats av GB Glace, och alla andra glassbolag som ägs av nederländska Unilever. I Australien heter Solero, Splice.
Och i Mexiko heter Solero Exotic, Solero Paradise.

## Solero i Sverige
Den första Soleroglassen hette Solero Exotic och lanserades i Sverige under våren 1995. Den bestod av vaniljglass samt överdrag av is med smak av exotiska frukter. År 1996 lanserades Solero Forest och år 1998 byttes denna ut mot Solero Summer. Dessa var i stort sett likadana, så när som på de olika isöverdragen.
År 1999 gjordes glassarna om så att överdragsisen även fanns inne i glassen som rippel. Samma år lanserades Solero Shots Lime Lemon. Glassen bestod av en pappburk med plastlock i vilken det fanns iskulor i. Locket visade sig dock vara farligt eftersom det lossnade lätt och då kunde orsaka kvävning. Glassen drogs tillbaka, men relanserades nästa år med nytt lock.
År 2000 byttes Solero Summer ut mot en glass som hette Solero Ice, frysta jordgubbar med isöverdrag. Solero Exotic försvann år 2001. Samma år skulle man även ha lanserat Solero Tribe, men lanseringen uteblev efter produktionsproblem.
Solero Shots Lime Lemon och Solero Ice försvann år 2002 och ersattes av Solero Shots Tropical (Solero Shots med annan smak) och Solero Smoover. Solero Smoover var ett slags sorbet i plastförpackning som man skulle suga ur förpackningen.
Samtliga Soleroglassar försvann ur sortimentet år 2003 och ersattes av Solero Shots Twisted Berry (Solero Shots med bärsmak). År 2004 byttes denna ut mot Solero Red Fruit och Solero Orange Fresh. Dessa glassar har pinnformatet som användes i den ursprungliga glassen, men är mer inriktade på att vara hälsosamma samt att ha låg fetthalt.
År 2005 kom en ny Solero pinnglass med namnet Peach and Yoghurt. Även denna glass är inriktad på att vara hälsosam samt att ha låg fetthalt.
År 2006 kom Solero Exotic tillbaka på allmän begäran.
År 2012 meddelade GB att de åter kommer att ha Solero Shots på sin glasskarta, fast nu under namnet Calippo Shots, vilken lanserades under våren samma år.
År 2021 kom Solero Exotic åter tillbaka.